# 山東省政府 (中華民國)
山東省政府是中華民國南京國民政府在山東省的最高地方行政機關。於民國17年（1928年）5月16日組建，同年6月1日正式成立省政府，實行合議制（即委員會制）。
1938年，徐州会战后，山东省全境沦陷于日军之手。省政府机构多次迁移，撤至安徽境内。1945年，日本无条件投降，省政府回迁。中国共产党则在山东沦陷期间，进行了积极抗争，建立山东抗日根据地。中国共产党领导的山东省政府得以在第二次国共内战期间，与省政府分庭抗礼。此后，随着国军在山东的军事失败，省政府解體。至民國38年（1949年）8月，彻底消失。

## 組織沿革
民國17年（1928年）4月，國民革命軍北伐軍進入山東。4月30日，山東省省長林憲祖隨軍閥張宗昌逃往河北。5月16日，中國國民黨中央政治會議根據同年4月27日修正公佈的《省政府組織法》，決定組建山東省政府。6月1日，山東省政府在泰安正式成立。省政府下設秘書處及民政、財政、建設、教育4廳。6月9日，增設農礦廳。6月18日，增設工商廳。
民國18年（1929年）5月18日，國民政府改組山東省政府。省政府機構仍設秘書處（設4科，職員123人）（據1929年10月統計，下同。）、民政廳（設4科，職員94人）、財政廳（設4科，職員115人）、建設廳（設3科，職員70人）、教育廳（設3科，職員36人）、農礦廳（設3科，職員34人）、工商廳（設3科，職員41人）。
民國19年（1930年）5月，中原大戰爆發，閻錫山所屬晉軍從河北向山東推進，省政府人員逃往青島。6月25日，晉軍佔領濟南，並組織山東省政府。8月10日，晉軍在山東全線崩潰，8月15日，叛馮投蔣的韓復榘同中央軍李抱玉部將晉軍逐出濟南，省府人員返回濟南。9月5日，國民政府國務會議決定改組山東省政府，韓復榘任省政府主席。省政府設秘書處（設4科，職員121人）、民政廳（設5科，職員204人）、財政廳（設5科，職員348人）、建設廳（設3科，職員133人）、教育廳（設5科，職員226人）、農礦廳（設4科，職員107人）、工商廳（虛設）。民國20年（1931年）7月25日，國民政府將農礦廳與虛設的工商廳合併，組建實業廳。民國22年（1933年）8月，因黃河水災，經費困難，省政府將實業廳裁併到建設廳。民國26年（1937年）7月9日，汽車路局從建設廳分出，直屬省政府。至民國27年（1938年）12月，省政府共計10名委員，機構設置有秘書處、民政廳、財政廳、建設廳、教育廳、汽車路局。
民國26年（1937年）抗日戰爭爆發後，日軍沿津浦路侵犯山東。韓復榘為保存實力即行撤退，命令軍政機關南移。民國27年（1938年）1月11日，蔣中正在開封召開北方將領會議，以「不遵命令，擅自撤退」等罪名，將韓復榘逮捕。1月23日，國民政府免除韓復榘本兼各職，在漢口將其秘密處死；同時，改組山東省政府，沈鴻烈任省政府主席。省政府下設秘書處（設2室、2科，職員99人）（據1941年11月統計，下同。）、民政廳（設2室、3科，職員62人）、財政廳（設2室、3科，職員98人）、建設廳（設2室、3科，職員107人）、教育廳（設2室、3科，職員63人）、保安處；7月，將建設廳長途電話管理處改組為省政府電話管理處，民國28年（1939年）6月又改為省政府電話總站。民國29年（1940年）11月，設糧食管理處（設2科）。至民國31年（1942年）1月，省政府機構設置未作變動。
民國30年（1941年）12月27日，國民政府任命沈鴻烈為國民政府農林部長。翌年1月9日，國民政府免沈鴻烈省政府主席職務，任命魯蘇戰區總司令于學忠部五十一軍軍長牟中珩為山東省政府主席。省政府下設秘書處（設3科，職員104人）（據1944年統計，下同。）、民政廳（設4科，職員95人）、財政廳（設4科，職員97人）、建設廳（設5科，職員100人）、教育廳（設3科，職員81人）、保安處（設3科，職員80人），原糧食管理處併入財政廳。民國32年（1943年）9月5日，省政府人員隨于學忠部出魯到達安徽阜陽。
民國33年（1944年）12月，國民政府按照同年4月28日修正公佈的《省政府組織法》改組山東省政府。何思源任省政府主席，省政府機構設置未作變動，省政府駐地仍在安徽阜陽。
民國34年（1945年）2月20日，何思源按戰時體制對省政府機構進行改組，將民政廳、建設廳、教育廳合併為總務廳，保安處改為軍事廳，秘書處、財政廳合併為政務廳。6月，省政府主席何思源率省政府部分人員到達山東壽光張景月部駐地。8月，成立了山東省設計考核委員會和省政府調查室。抗日戰爭勝利後，山東省政府各機關於同年9月1日進入濟南。9月22日，接收偽山東省政府各機關，並開始辦公。山東省政府駐地設在城內原偽省長公署院內。山東省政府進駐濟南後，即新建和恢復了一些行政機構：山東省電話管理處（10月11日成立）、山東省田賦糧食管理處（10月16日成立）、山東省公路局（10月21日成立）、山東省政府會計處（11月1日成立）、山東省銀行（12月1日成立）、山東省撫慰救濟委員會（12月18日成立）。
民國35年（1946年）1月1日，省政府撤銷政務廳、軍事廳、總務廳，恢復秘書處、民政廳、財政廳、建設廳、教育廳、保安處建制。同日，設立山東省抗戰烈士撫恤委員會，1月5日改稱山東省抗戰烈士遺族撫恤委員會。1月19日，成立山東省水利局。2月16日，成立山東省農林處。2月18日，成立山東省人事處。5月16日，成立合作事業管理處。8月13日，成立警務處。9月1日，成立衛生處。截止該年11月，省政府各廳、處職員總數為2475人。
民國35年（1946年）10月22日，國民政府改組山東省政府，王耀武任省政府主席。省政府在保留原有機構的同時，11月12日成立山東省總務處。民國36年（1947年）1月7日，將省撫慰救濟委員會與山東省抗戰烈士遺族撫恤救濟委員會合併，成立山東省撫恤救濟委員會。4月16日，成立山東省社會處。5月16日，成立山東省地政局。截止民國37年（1948年）8月，山東省政府直屬機構共計23個，即秘書處、民政廳、財政廳、建設廳、教育廳、保安處、設計考核委員會、調查室、公路局、水利局、警務處、地政局、總務處、人事處、會計處、電話管理處、田賦糧食管理處、農林處、合作事業管理處、衛生處、社會處、撫恤救濟委員會、省銀行。各廳委處室職員約2692人。
民國37年（1948年）9月，济南战役中，中國人民解放軍攻陷濟南，王耀武化裝潛逃，在壽光被俘。同年12月30日，國民政府任命秦德純為山東省政府主席，民國38年（1949年）2月2日兼任青島市市長，並在上海圓明園路設立山東省政府臨時辦公處。3月中旬，秦德純在青島就職。4月23日，中國人民解放軍佔領南京。8月，秦德純經廣州逃往臺灣，山東省政府至此結束。

## 省政府駐地
省政府駐省會濟南院前街珍珠泉舊督辦公署。民國26年（1937年）抗日戰爭爆發後，日軍沿津浦路侵犯山東。12月24日，韓復榘撤離濟南，經泰安、兗州、濟寧，退至曹縣。後因日軍掃蕩而輾轉遷移，先後駐曹縣、東阿、惠民、沂水東里店、臨朐八區寥子村、蒙陰八區唐家沙溝和臨朐八區呂匣店子等地。民國32年（1943年）6月，蔣中正電令于學忠率軍撤往皖北。7月5日，于學忠率部南移，牟中珩率省政府人員隨于學忠部出魯，9月5日到達安徽阜陽，駐三塔集、趙柵一帶村寨。阜陽距山東遙遙600里，山東省政府實際上已失去了對山東的控制。民國34年（1945年）抗日戰爭勝利後，山東省政府於9月1日進入濟南原偽山東省長公署院內。

## 行政公署
抗日戰爭爆發後，為適應戰時環境，山東省政府決定分區域設置行政公署，作為省政府的輔助機關。民國27年（1938年）5～10月間，山東省政府先後在東阿、惠民、利津成立了魯西行署、魯北行署、膠東行署，分領各行政督察專員公署。3個行署各設秘書處、政務處、保安處。各處設處長1人，秘書、科長、辦事員若干人。
民國34年（1945年）10月，山東省政府撤銷魯西、魯北、膠東3個行署，設立魯北、魯西北、魯西、魯南、魯中、魯東6個政府辦事處，分領各行政督察專員公署。民國36年（1947年）3月至8月間，山東省政府調整了山東省行政區劃，撤銷6個政府辦事處，設立魯東、魯西南兩個行署，恢復行署建制，分轄各行政督察專員公署。依據《山東省政府魯西南行署組織規程》規定，行署設主任1人，並設秘書室、會計室及兩科，共計59人。民國37年（1948年）6月，因轄地淪陷，山東省政府撤銷魯東、魯西南行署，取消行署建制。

## 中共山東省政府
1945年8月13日，山东省临时参议会、山东省战时行政委员会在莒南县大店镇（省政委会驻地）召开第二十次联席会议，决定将山东省战时行政委员会改为山东省政府，推选黎玉为山东省政府主席。决定在第二届省参议会召开之前，以原省战时行政委员会委员为省政府委员。省政府设秘书处、民政厅、财政厅、实业厅、教育厅、司法厅、公安总局、卫生总局。自此，山东省政府（共产党领导的政府）正式成立。这是全国成立最早的共产党领导的省政府。
1949年3月30日，山东省政府委员会暨山东省参议会举行联席会议，决定将山东省政府改称为山东省人民政府。推选康生、郭子化、方毅等19人为省人民政府委员，康生任省人民政府主席，郭子化任第一副主席，方毅任第二副主席。省人民政府下设秘书厅、民政厅、财政厅、实业厅、教育厅、司法厅、公安厅、卫生厅、工矿部、生产部、工商部、北海银行、邮电管理局、公路运输局、荣军管理局、黄河河务局。4月10日，省人民政府召开第一次政务会议，决定以济南为省会，省人民政府各直属机关迁驻济南市。6月21日，省人民政府召开第二次政务会议，决定成立省地方法规研究审查委员会、生产核实委员会、省人民政府编制委员会、省民工复员委员会、省水利委员会；同时，成立省劳动局。至1950年3月，省人民政府的工作部门发展到22个。山东省政府改称山东省人民政府时，下属胶东、渤海、鲁中南3个行署和昌潍直属专署，以及潍坊、济南、徐洲3个特别市。5月，济南特别市改为济南市。6月，青岛市人民政府成立，由省人民政府直接领导。同月，潍坊特别市改为潍坊市。7月，淄博特区专署由鲁中南行署领导改由省人民政府直接领导。至1950年3月，山东省人民政府下属胶东、渤海、鲁中南3个行署和昌潍专区、淄博特区2个直属专署，济南、潍坊、徐洲、青岛4个省辖市人民政府。各行署下属15个专署，2个市政府。专署以下共辖143个县级人民政府。